# Garantiert traditionelle Spezialität

Das EU-Gemeinschaftszeichen für Produkte, die als garantiert traditionelle Spezialität (g. t. S.) ausgezeichnet werden.

Die garantiert traditionelle Spezialität (g. t. S., engl. TSG) bezeichnet eine traditionelle Zusammensetzung oder ein traditionelles Herstellungsverfahren des Produktes. Zu dieser Kategorie gehören beispielsweise der Mozzarella, der Serrano-Schinken oder die Pizza napoletana.
Die Verwendung des Gemeinschaftszeichens wird geregelt nach der Verordnung (EU) Nr. 1151/2012 in Verbindung mit der Delegierten Verordnung (EU) Nr. 664/2014. Im Gegensatz zu den Herkunftsbezeichnungen g.g.A. und g.U. beinhaltet g.t.S. – bis auf das Land, in dem es gültig ist – keine geographischen Herkunftsangaben.

## Registrierte Produkte
Die Datenbank eAmbrosia listete Stand November 2023 65 als garantiert traditionelle Spezialität registrierte Produkte. Für weitere 14 war die Registrierung beantragt, für 7 der Schutz ausgelaufen.
Auswahl
- Bulgarien: Пастърма говежда / Pastarma Govezhda, ein getrocknetes Rohfleischerzeugnis aus Formfleisch mit dem Geschmack und Aroma von ungewürztem reifem Rindfleisch ohne Fremdaromen[3]
- Vereinigtes Königreich: Traditionally Reared Pedigree Welsh Pork, ein Fleisch, das aus nach einem traditionellen Verfahren gezüchteten Schweinen gewonnen wird[4]
- Österreich: Heumilch, eine unter traditionellen Produktionsbedingungen ohne Gärfuttermittel und ohne gentechnisch veränderte Tiere oder Futter erzeugte Milch[5]

## Bezeichnung in anderen Sprachen
- englisch traditional speciality guaranteed (TSG)
- französisch spécialité traditionnelle garantie (STG)
- griechisch εγγυημένο παραδοσιακό ιδιότυπο προϊόν (ΕΠΙΠ)
- italienisch specialità tradizionale garantita (STG)
- niederländisch gegarandeerde traditionele specialiteit (GTS)
- polnisch gwarantowana tradycyjna specjalność (GTS)
- spanisch especialidad tradicional garantizada (ETG)
- tschechisch zaručená tradiční specialita (ZTS)
- ungarisch hagyományos különleges termék (HKT)
- slowenisch zajamčena tradicionalna posebnost
- slowakisch zaručená tradičná špecialita (ZTŠ)[6]